# Damian McGinty Jr.
Damian Joseph McGinty Jr., mais conhecido como Damian McGinty (nascido em 9 de setembro de 1992) é um ator e cantor irlandes, da cidade de Derry, Irlanda do Norte e era um membro do grupo Celtic Thunder. 
Aos 6 anos, ganhou sua primeira competição de música. 
Ele adora jogar futebol e participar de eventos esportivos.
Em 21 de agosto de 2011, foi anunciado como um dos vencedores de The Glee Project, garantindo sete episódios na terceira temporada da série Glee. Damian aparece em Glee a partir do episódio quatro como Rory Flanagan, um estudante de intercâmbio que está na casa da personagem Brittany S. Pierce que acredita que Rory é um leprechaun.
Damian também teve uma breve participação na plateia em Glee: The 3D Concert Movie.

## Lista de Músicas Cantadas em Glee
| Música                                 | Cantada Por                                            | Nota                                                                              |
| -------------------------------------- | ------------------------------------------------------ | --------------------------------------------------------------------------------- |
| Bein' Green                            | Rory (Solo)                                            | Lançada como Single.                                                              |
| Take Care Of Yourself                  | Rory (Solo)                                            | Lançada como Single e Faixa Bônus no CD Glee: The Music, Volume 7                 |
| America                                | Santana, Puck, Rory, Tina, Mike, Brittany e Quinn      | Lançada como Single.                                                              |
| I Can't Go For That/You Make My Dreams | Finn, Rory, Tina e Quinn                               | Lançada como Single.                                                              |
| Red Solo Cup                           | Sam, Finn, Rory e Quinn                                | Lançada como Single e Faixa Bônus no CD Glee: The Music, Volume 7                 |
| Man In The Mirror                      | Finn, Artie, Puck, Blaine, Sam, Rory e Mike            | Lançada como Single e Incluso no CD Glee: The Music, Volume 7                     |
| Blue Christmas                         | Rory (Solo)                                            | Lançada como Single e Incluso no CD Glee: The Music, The Christmas Album Volume 2 |
| Summer Nigths                          | Mercedes, Sam, Tina, Sugar, Rory, Finn, Kurt e Santana | Lançada como Single.                                                              |
| Home                                   | Rory (Solo)                                            | Lançada como Single                                                               |
| The Rain In Spain                      | Puck, Finn, Artie, Mike, Blaine, Sam, Rory e Joe       | Lançada como Single.                                                              |
| What Makes You Beautiful               | Sam, Artie, Rory, Joe e Mike                           | Lançada como Single.                                                              |
| In My Life                             | Sam, Tina, Blaine, Artie, Rory, Sugar e Joe            | Lançada como Single.                                                              |

## Filmografia

### Televisão
| Ano       | Título Original            | Papel         | Notas                                                                           |
| --------- | -------------------------- | ------------- | ------------------------------------------------------------------------------- |
| 2011      | The Glee Project           | Ele Mesmo     | Co-vencedor da competição                                                       |
| 2011-2012 | Glee                       | Rory Flanagan | Elenco recorrente desde 2012.                                                   |
| 2011      | Glee: The 3D Concert Movie | Ele Mesmo     | Apareceu somente na plateia.                                                    |
| 2012      | The Glee Project           | Ele Mesmo     | Participação especial 2ª Temporada (Episódios: "The Final 14" e "Glee-ability") |